# Wydział Mechaniczny Politechniki Krakowskiej
Wydział Mechaniczny Politechniki Krakowskiej – jeden z największych wydziałów Politechniki Krakowskiej im. Tadeusza Kościuszki. W skład Wydziału wchodzi 7 Katedr i 3 Laboratoria. Wiodącą dyscypliną na Wydziale jest inżynieria mechaniczna, w której Politechnika Krakowska otrzymała kategorię naukową A. 

## Kierunki[2]
- Studia stacjonarne I stopnia
  - automatyka i robotyka
  - informatyka stosowana
  - inżynieria bezpieczeństwa
  - inżynieria medyczna
  - inżynieria produkcji
  - inżynieria wzornictwa przemysłowego
  - mechanika i budowa maszyn
  - mechanika i budowa maszyn (studia w języku angielskim)
  - pojazdy samochodowe
  - środki transportu i logistyka
- Studia niestacjonarne II stopnia
  - mechanika i budowa maszyn
  - pojazdy samochodowe
  - środki transportu i logistyka
- Studia stacjonarne II stopnia
  - automatyka i robotyka
  - informatyka stosowana
  - inżynieria medyczna
  - inżynieria produkcji
  - mechanika i budowa maszyn (studia w języku polskim)
  - mechanika i budowa maszyn (studia w języku angielskim)
  - pojazdy samochodowe
- Studia niestacjonarne II stopnia
  - automatyka i robotyka
  - inżynieria produkcji
  - mechanika i budowa maszyn
  - pojazdy samochodowe

### Specjalności
- automatyka i robotyka: Automatyzacja systemów wytwarzania, Sterowanie i monitoring maszyn i urządzeń, Technologie informacyjne w systemach produkcyjnych
- inżynieria medyczna: Inżynieria kliniczna, Biomechanika
- inżynieria produkcji: Zarządzanie jakością, Zarządzanie produkcją, Technologie przemysłu 4.0
- mechanika i budowa maszyn: Mechanika konstrukcji i materiałów, Urządzenia chłodnicze i klimatyzacyjne, Aparatura przemysłowa, Komputerowo wspomagane projektowanie inżynierskie
- mechanika i budowa maszyn (w języku angielskim): Computational mechanics, Machine design
- pojazdy samochodowe: Budowa i badania pojazdów samochodowych, Diagnostyka i eksploatacja pojazdów samochodowych, Źródła napędu i mechatronika pojazdów samochodowych
- środki transportu i logistyka: Automatyzacja logistycznych systemów transportowych, Bezpieczeństwo i eksploatacja środków transportu, Inżynieria pojazdów szynowych, Logistyka i spedycja

## Historia
Wydział Mechaniczny ma swoje korzenie w jednym z trzech wydziałów Akademii Górniczej powołanych dekretem Rady Ministrów RP z dnia 19 XI 1945 roku. Ówczesny Wydział Komunikacji prowadził kształcenie na trzech oddziałach: kolejowo-mechanicznym, samochodowym i lotniczym. Jego kadrę naukową stanowili głównie pracownicy Politechniki Lwowskiej. 
Pierwszą siedzibą Wydziału Komunikacji był budynek „Oleandry” przy ulicy 3-go Maja w Krakowie oraz gmach Krakowskiego Towarzystwa Technicznego przy ul. Straszewskiego 28. Po przyznaniu Politechnice Krakowskiej dawnych koszar wojskowych przy ulicy Warszawskiej, Wydział Komunikacji został przeniesiony do budynku znajdującego się u zbiegu ulic Warszawska i Szlak. 
Na początku w ramach Wydziału działało 20 katedr, ale ich liczba została zmniejszona do 12 w 1953 roku. Stało się tak w wyniku likwidacji katedr zajmujących się lotnictwem oraz scaleniem jednostek zajmujących się pokrewnymi dziedzinami. 
W 1953 roku Wydział zmienił nazwę na Wydział Mechaniczny, pod którą funkcjonuje do dzisiaj. W latach 70. Politechnika Krakowska wprowadziła strukturę instytutową, co spowodowało, że na Wydziale Mechanicznym powołano pięć instytutów. W tym czasie pojawił się także plan przeniesienia całej uczelni do nowej siedziby zlokalizowanej w pobliżu dawnego lotniska Kraków-Rakowice-Czyżyny. Na początku lat 80. jako pierwszy i – jak się ostatecznie okazało – jedyny, został przeniesiony Wydział Mechaniczny. O wysokim poziomie działalności Wydziału Mechanicznego świadczy otrzymanie kategorii naukowej A w parametryzacji za lata 2013-2016 oraz utrzymanie tej oceny w ewaluacji za lata 2017-2021 w dyscyplinie naukowej inżynieria mechaniczna.

## Główne kierunki działalności naukowo-dydaktycznej[4]
- rozwój teoretycznych i doświadczalnych metod analizy materiałów, konstrukcji mechanicznych oraz ich optymalizacja,
- teoretyczna i doświadczalna analiza maszyn i urządzeń przepływowych,
- rozwój zrównoważonych metod projektowania, badań, diagnostyki i oceny niezawodności proekologicznych pojazdów i napędów samochodowych i szynowych,
- rozwój dokładnych metod pomiarów współrzędnościowych przeznaczonych do zautomatyzowanych i zrobotyzowanych systemów wytwarzania oraz wzorcowania obiektów i systemów pomiarowych w zakresie od nano do makro-wymiarów,
- inżynieria i automatyzacja produkcji,
- metrologia współrzędnościowa,
- badania symulacyjne pojazdów szynowych,
- nowoczesne materiały kompozytowe,
- inżynieria odwrotna i rekonstrukcyjna,
- druk 3D dla medycyny,
- konstrukcja i badania symulacyjne pojazdów oraz badania alternatywnych paliw.

## Struktura[5]
- Katedra Mechaniki Stosowanej i Biomechaniki (M-01)
- Katedra Konstrukcji Maszyn i Struktur Kompozytowych (M-03)
- Katedra Pojazdów Samochodowych (M-04)
- Katedra Inżynierii Cieplnej i Procesowej (M-05)
- Katedra Inżynierii i Automatyzacji Produkcji (M-06)
- Katedra Informatyki Stosowanej (M-07)
- Katedra Pojazdów Szynowych i Transportu (M-08)
- Laboratorium Metrologii Współrzędnościowej (M-10)
- Laboratorium Badań Technoklimatycznych i Maszyn Roboczych (M-11)
- Laboratorium Inżynierii Wzornictwa Przemysłowego (M-12)

## Władze (kadencja 2025-2028)[6]
- prof. dr hab. inż. Marek S. Kozień – dziekan
- dr hab. inż. Aneta Liber-Kneć, prof. PK – Prodziekan ds. nauki
- dr hab. inż. Ksenia Ostrowska, prof. PK – Prodziekan ds. kształcenia i współpracy z otoczeniem społeczno-gospodarczym
- dr hab. inż. Bogdan Szybiński, prof. PK – Prodziekan ds. ogólnych

## Koła naukowe[7]
- KN Inżynierii Biomedycznej „CANCRICAT”
- Studenckie Koło Naukowe Mechaniki „Konstruktor”
- KN Pojazdy Samochodowe
- Studenckie Koło Naukowe „Silniki Spalinowe”
- Koło Naukowe Inżynierii i Aparatury Przemysłowej
- Koło Naukowe Automatyki i Robotyki
  - Sekcja: Roboty Mobilne
  - Sekcja: Roboty przemysłowe i użytkowe
  - Sekcja: Pojazdy podwodne
- Koło Naukowe Inżynierii Produkcji
  - Sekcja: Zarządzanie Innowacjami i Systemy Jakości
  - Sekcja: Mikro i Nano technologii
  - Sekcja: Systemy CAD/CAM
  - Sekcja: Obróbka i Obrabiarki CNC

- KN Grafiki Komputerowej i Modelowania
- Koło Naukowe Programistów i Miłośników Informatyki
- Koło Naukowe TRANSPORT
- Koło Naukowe Metrologii Współrzędnościowej
- KN Maszyny Robocze
- KN Systemów i Urządzeń Transportu Bliskiego
- KN IWP Form&Function
- Studenckie Koło Naukowe Data & AI